# الصبرة (غزة)
حي الصبرة هو أحد أحياء مدينة غزة، وسمي حي الصبرة نسبة إلى الشيخ سالم صبرة وعرف عنه انه من اولياء الله الصالحين ومقامه معروف حتى الآن في المقبرة القديمة بجوار دوار عسقولة، وكان مسؤولًا عن التنبيه على الغزو ومراقبته في عهد صلاح الدين الايوبي شأن الشيخين عجلين ورضوان والمنطار واكتسب الأخير الاسم الوظيفي دون الشخصي، وكان يتم ذلك باشعال النار فيكون الدخان إشارة على بوادر الغزو، وكانت عائلة صبرة تقوم على تكية الشيخ سالم إلى عهد قريب. بلغ عدد سكان الحي عام 2011 م حوالي 27500 نسمة، وتبلغ مساحته 1516 دونم، يوجد به مركز رعاية اولية حكومية، ومركز الصبرة الصحي التابع لوكالة الغوث الذي أنشئ في عام 1989 م بدعم من الحكومة الفنلندية، ومن عائلاته حمدقه والخور ودغمش، وأبو عصر، وعبد العال ، وشحبير، والديري، والداعور، والعماوي وأبو شعبان والريس وآل صبرة ال الجعل وآل شحيبر، وقلجة. كما أن هذا الحي عرف منذ القدم بالمقاومة العنيفة للاحتلال كما كان مركز لصقور فتح في ظل الحكم العسكري لقطاع غزة كما أنه قدم العديد من الشهداء على مر الزمان وخصوصا بالحرب الاخيرة على قطاع غزة حيث تعرض لما يقارب 50 غارة جوية قدم خلالها العديد من الشهداء كما أنه تم اغتيال الشهيد أحمد الجعبري به وكان ذلك مقدمة لحرب الثمانية أيام.